# اچ‌ام‌اس کی۹
اچ‌ام‌اس کی۹ (به انگلیسی: HMS K9) یک زیردریایی بود که طول آن ۳۳۹ فوت (۱۰۳ متر) بود. این زیردریایی در سال ۱۹۱۷ ساخته شد.